# Pieter Emmanuel d'Hane
Pieter Emmanuel Jozef d'Hane (Pierre Emmanuel Joseph d'Hane) (1726-1786) was een Zuid-Nederlands edelman. d'Hane was de zoon van Jeanne-Thérèse Philippine d'Heyne (1705-1735) en haar man graaf Emmanuel Ignace D'hane (1702-1771). Hij was vanaf 1754 tweede schepen in de schepenbank van de Keure van Gent en promoveerde in 1766 tot loco-burgemeester. Na 1770 was hij gouverneur van het Gentse weeshuis en lid van het bestuur van de Gentse Academie. d'Hane trouwde in 1747 met Coleta Theresia (Colette-Thérèse) de la Villette. Emmanuel liet het Hotel d'Hane-Steenhuyse in de Gentse Veldstraat uitbreiden met een classicistische tuingevel. Pieter Emmanuel werd in 1761 heer van Leeuwergem en liet vanaf 1762 het kasteel van Leeuwergem aanpassen en de tuinen ervan heraanleggen. 
Op 26 december 1768 verleende keizerin Maria Theresia van Oostenrijk aan Pieter Emmanuel en zijn vader de erfelijke titel van graaf (graaf d'Hande de Leeuwergem).Temmerman, Ignace De & Wolf, Koenraad De (2000) Het kasteel van Leeuwergem. In de voetsporen van Lodewijk XV en madame de Pompadour. Gent: Prov. Bestuur Oost-Vlaanderen
Pieter-Emmanuel had twee zonen: Emmanuel d'Hane en Jean-Baptiste d'Hane de Steenhuyse. 